# Almdudler

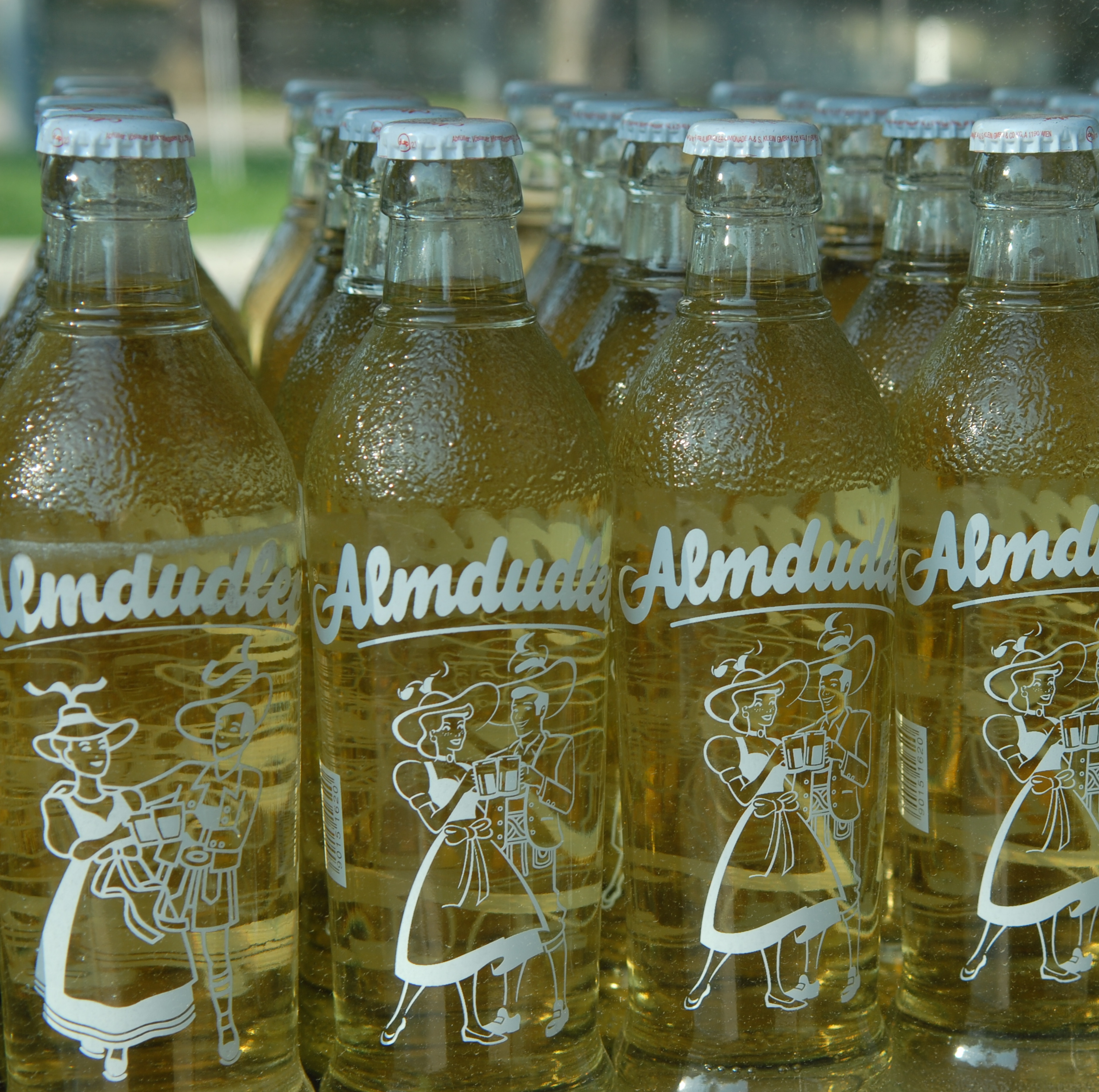
Klassiek Almdudler in flessen

Almdudler ([ˈalmˌduːdlɐ]ⓘ) is een Oostenrijkse kruidenlimonade op natuurlijke basis.
De drank werd in 1957 in Wenen ontwikkeld door W. Weber en E. Klein en in 2005 geproduceerd door de firma Almdudler Limonade, A. & S. Klein GmbH & Co KG. Almdudler wordt verkocht in flessen waarop een in klederdracht gestoken paartje staat afgebeeld. Bekend is de slogan: "Wenn die kan Almdudler hab'n, geh' i wieder ham!" ("Als ze geen Almdudler hebben, ga ik weer naar huis!"). Almdudler is verkrijgbaar in vier soorten: Almdudler Traditionell (traditioneel), Almdudler Light (suikervrij), Almdudler G'Spritzt (meer koolzuur toegevoegd) en Almdudler Still (niet-koolzuurhoudend). Almradler is een mix van half bier en half Almdudler. Almdudler is gemaakt met verschillende alpenkruiden waaronder citroenmelisse, salie, gentiaan, vlierbloesem en zonnehoed.
Sinds 1994 wordt het ook onder licentie geproduceerd in Duitsland, België, Zwitserland en Polen. Per jaar wordt ongeveer 80 miljoen liter geproduceerd.